# Секигахара

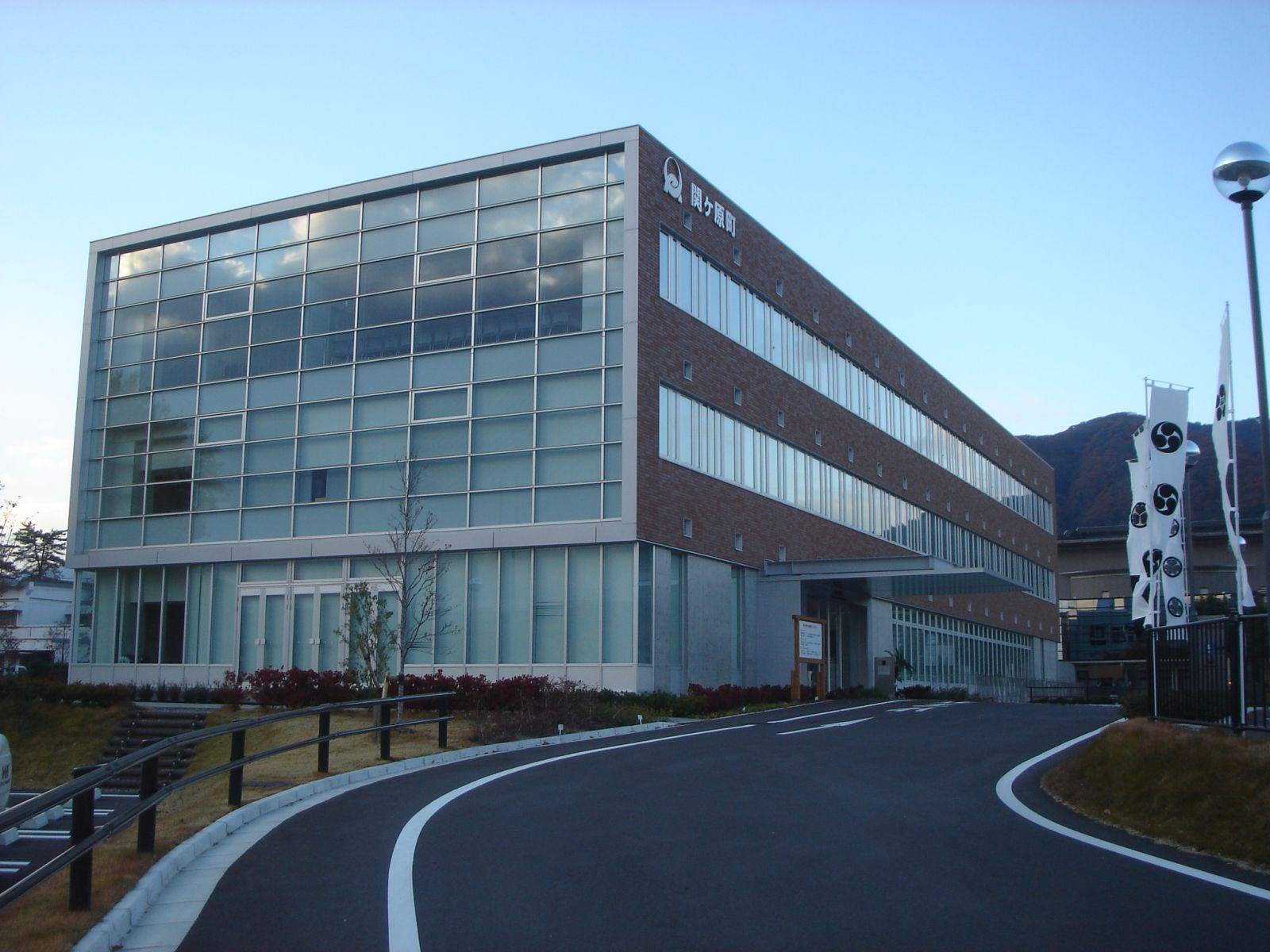
Мэрия посёлка Секигахара

Секигахара (яп. 関ケ原町 Сэкигахара-тё:) — посёлок в Японии, находящийся в уезде Фува префектуры Гифу. Площадь посёлка составляет 49,29 км², население — 7587 человек (1 июля 2014), плотность населения — 153,93 чел./км².

## Географическое положение
Посёлок расположен на острове Хонсю в префектуре Гифу региона Тюбу. С ним граничат города Огаки, Майбара и посёлки Таруи, Ибигава.

## Население
Население посёлка составляет 7587 человек (1 июля 2014), а плотность — 153,93 чел./км². Изменение численности населения с 1980 по 2005 годы:
| 1980 | 10 483 чел. |  |
| 1985 | 10 147 чел. |  |
| 1990 | 9544 чел.   |  |
| 1995 | 9405 чел.   |  |
| 2000 | 9110 чел.   |  |
| 2005 | 8618 чел.   |  |

## История
В этом районе в 1600 году произошла самая масштабная в истории средневековой Японии битва.

## Символика
Деревом посёлка считается криптомерия, цветком — цветок сливы японской.